# Djurgården Hockey
Pour les articles homonymes, voir Djurgårdens IF.
Djurgårdens Hockey est un club de hockey sur glace professionnel de Suède, localisé à Stockholm qui évolue en élite suédoise dans la SHL depuis 2025. Il s'agit en fait de la section hockey du Djurgårdens IF, un club omnisports hautement réputé en Suède.

## Historique

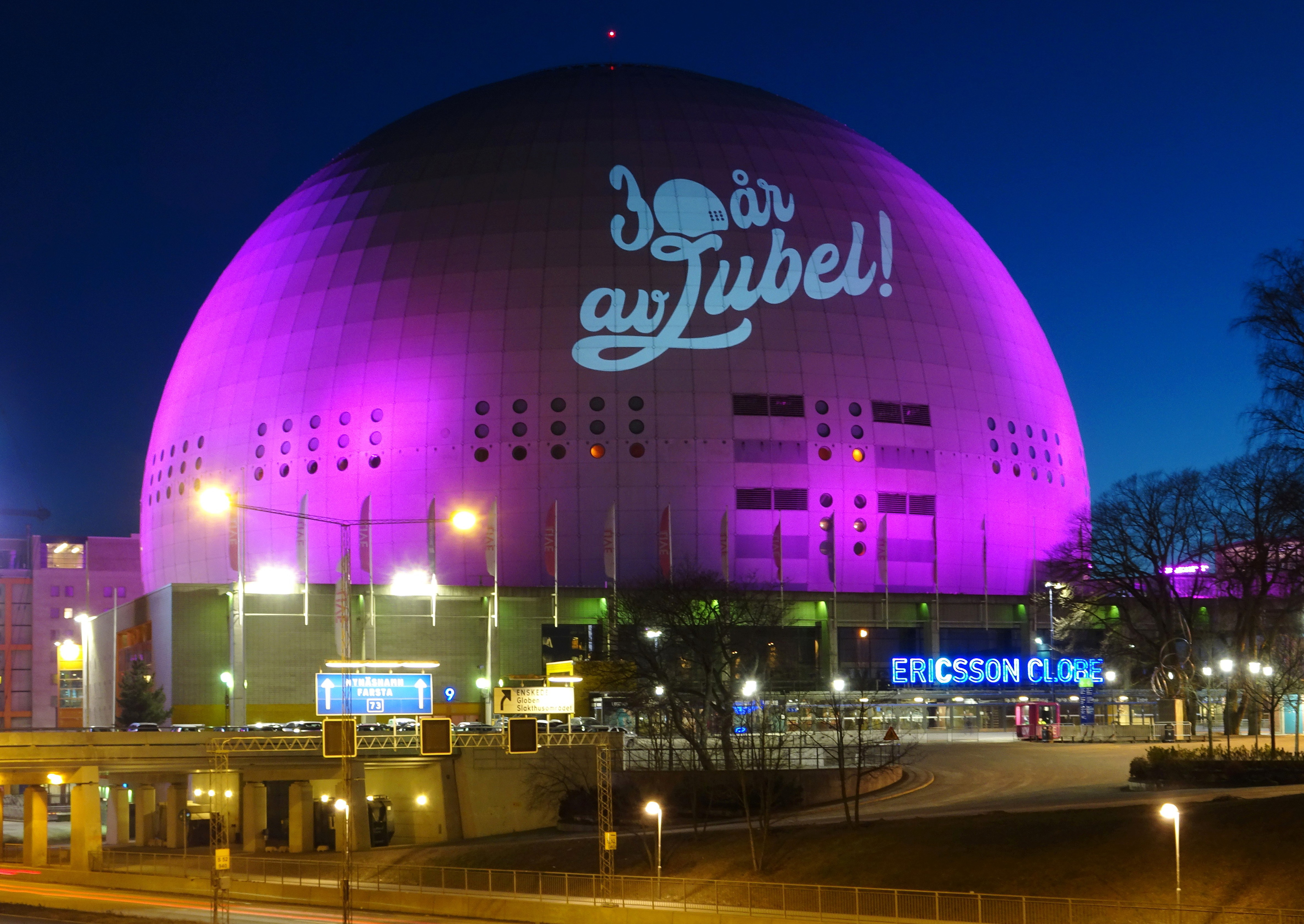
Avicii Arena.

Djurgården est l'un des clubs ayant connu le plus de succès en Suède, ayant remporté le plus de titres du championnat, en plus de produire parmi les meilleurs joueurs du pays. En 2005-06, le club rata les séries éliminatoires pour la première fois en 19 ans.
En plus de ses seize titres, Djurgården a aussi obtenu huit secondes places en 1923, 1924, 1927, 1979, 1984, 1985, 1992, et 1998, puis a également été sacré deux fois champions d'Europe.
Quatre anciens joueurs de Djurgården remportèrent l'or aux Jeux olympiques de Turin de 2006, le plus connu étant Mats Sundin des Maple Leafs de Toronto.
Parmi les surnoms du club, on compte Järnkaminerna (les Fours à Fer), Stockholms Stolthet (la Fierté de Stockholm) et Mesta Mästarna (les plus Glorieux Champions).

### Palmarès
- Championnat de Suède (16) :
  - 1926, 1950, 1954, 1955, 1958, 1959, 1960, 1961, 1962, 1963, 1983, 1989, 1990, 1991, 2000, 2001
- Coupe d'Europe (2) :
  - 1991, 1992
- Trophée européen (1) :
  - 2009
- Coupe Tampere (2) :
  - 1990, 2000

## Joueurs

### Numéros retirés
- 2 Roland Stoltz
- 5 Sven Tumba
- 11 Jens Öhling
- 12 Lasse Björn
- 22 Håkan Södergren
- 27 Thomas Eriksson